# Cratocora
Cratocora is een geslacht van wantsen uit de familie van de Naucoridae (Zwemwantsen). Het geslacht werd voor het eerst wetenschappelijk beschreven door Martins-Neto in 2005.

## Soorten
Het genus bevat de volgende soort:

- Cratocora crassa Martins-Neto, 2005